# Ergosfera

In rosso l'orizzonte degli eventi, in azzurro/grigio la ergosfera.

L'ergosfera, in un buco nero rotante, è una regione avente la forma di un ellissoide per bassi regimi di rotazione, il cui confine vicino ai poli, tende a combaciare con l'orizzonte degli eventi, ma in prossimità dell'equatore se ne distacca. Con l’aumentare del momento angolare del buco nero, la forma dell’ergosfera tende a diventare sempre più simile a una ciambella senza buco, cioè a un disco il cui centro si assottiglia al punto di toccare l’orizzonte degli eventi sottostante.

## Etimologia
Il termine ergosfera deriva dal greco ἓργον (ergon) che significa "lavoro", per indicare la sfera entro la quale può essere compiuto un lavoro in grado di aumentare l'energia di una particella che vi entra.

La terminologia fu introdotta da Remo Ruffini e John Archibald Wheeler.

## Formulazione
L'ergosfera rappresenta anche il "limite statico", in quanto le particelle che vi entrano vengono obbligatoriamente trascinate nel senso di rotazione del buco nero, ovvero vengono a possedere un momento angolare dello stesso segno di {\displaystyle J}.
Questo trascinamento conferisce un momento cinetico e un'energia meccanica alla particella a spese dell'energia del buco nero. Tale effetto è noto come processo Penrose.
L'ergosfera può essere descritta in coordinate polari dall'equazione:
{\displaystyle r={\frac {r_{\mathrm {S} }}{2}}\left[1+{\sqrt {1-\left({\frac {Jc}{GM^{2}}}\cos \theta \right)^{2}}}\right]}
dove {\displaystyle \theta } è l'angolo rispetto all'asse di rotazione dell'ellissoide il cui asse minore è {\displaystyle r_{h}} mentre l'asse maggiore è dato da {\displaystyle r_{\mathrm {stat} }=r_{\mathrm {Sh} }}.

## Descrizione
È prevista dal modello matematico originario di Karl Schwarzschild. Poiché un buco nero rotante, se dotato anche di carica, è dotato di un campo magnetico spaventosamente elevato, la dinamo generante tale campo magnetico deve possedere una qualche fonte d'energia atta ad alimentarla. Inoltre, la materia che formerebbe la singolarità ipercompressa centrale (un plasma di quark e gluoni) si troverebbe a possedere temperature estremamente elevate, vicine al limite superiore raggiungibile nella scala del caldo {\displaystyle 10^{32}} K, oltre il quale la materia si convertirebbe automaticamente in fotoni.
Tutto ciò sta a testimoniare che un buco nero spende energia per mantenere la temperatura elevata nella singolarità ed il campo magnetico dell'ergosfera e dell'orizzonte degli eventi. La caratteristica fondamentale di questo spazio è quella di imporre un moto perpetuo a tutto quanto vi cada all'interno.
Nessuna particella, una volta dentro, può rimanere ferma, a riposo, ma deve necessariamente partecipare alla rotazione del buco nero: nell'ergosfera si forma, infatti, il disco di accrescimento, ovvero la materia che il buco nero parassita da un'eventuale stella - compagna. Tale materia viene a ruotare sempre più vertiginosamente attorno al buco nero in un moto a spirale che termina con il suo inghiottimento da parte del buco nero medesimo. Durante queste fasi, l'accelerazione della materia a velocità relativistiche farebbe emettere agli atomi coinvolti nel processo di cannibalizzazione raggi X e raggi γ particolarmente intensi (come nei quasar).
L'accelerazione imposta ed impartita alle particelle catturate è prossima a quella della luce. Ciò significa che la materia ha ancora la possibilità di sfuggire all'attrazione gravitazionale del buco nero, in quanto esso possiede una forza gravitazionale in grado di sopravvanzare la velocità della luce soltanto entro l'orizzonte degli eventi.
La materia catturata ed intrappolata nell'ergosfera, però, non può rimanere ferma ad una certa distanza. In questa particolare regione dello spazio-tempo, l'energia può anche assumere un valore negativo: una particella o un corpo che riuscisse ad abbandonare l'ergosfera sarebbe dotata, al momento di uscire, di un'energia superiore a quella posseduta al momento della sua cattura. Questo surplus energetico verrebbe ottenuto a spese della singolarità centrale generante il buco nero, che diminuirebbe di massa e di energia (sia termica, che gravitazionale).

## Il processo Penrose
All'interno dell'ergosfera tutto viene trascinato dalla rotazione del Buco Nero con un moto uniformemente accelerato, ma poiché l'ergosfera si trova al di fuori dell'orizzonte degli eventi, è ancora possibile per una particella uscire da questa regione (più difficilmente riesce ad uscirne un corpo dotato di massa consistente). Questo sta ad indicare che è fisicamente possibile, seppur poco probabile, che un corpo materiale esca dall'ergosfera con una energia superiore a quella che aveva all'ingresso (assorbendo energia, ovvero ottenendo lavoro a spese della singolarità): è quindi teoricamente possibile estrarre energia da un buco nero rotante a scapito della sua rotazione.
Questo processo è stato ipotizzato dal matematico Roger Penrose nel 1969 ed è noto come processo Penrose. La quantità teorica massima di energia estraibile da un buco nero è il 29% dell'energia totale del buco nero. L'estrazione di energia porta a una riduzione dello spin del buco nero e, se il processo continua, può portare anche alla dissoluzione dell'ergosfera.

Questo processo è una possibile spiegazione per la sorgente di energia di fenomeni altamente energetici come i gamma ray burst. I calcoli al computer mostrano che il processo Penrose è in grado di produrre le particelle altamente energetiche che si osservano nelle emissioni di quasar e altri nuclei galattici attivi.